# Авалишвили, Георгий Иоаннович

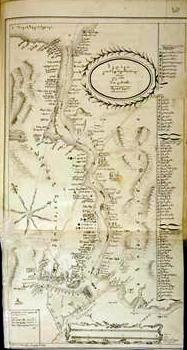
Карта маршрута путешествия Авалишвили (Авалова) в Иерусалим (1820)

Георгий (Егор) Иоаннович (Иванович) Авалишвили (Авалов) (груз. გიორგი ავალიშვილი; 1769 — 1850, Москва) — грузинский и российский политический деятель, писатель

, дипломат , путешественник, драматург и переводчик. Действительный статский советник.

## Биография
Представитель княжеского рода Авалишвили. Получил образование в Российской империи. Каллиграф. Служил дипломатом. В 1791 ездил в Персию и Азербайджан.
В 1784—1802 годах состоял секретарём грузинского посольства в Санкт-Петербурге. В 1800 году вместе с Гарсеваном Чавчавадзе и Елиазаром Палавандишвили был членом дипломатической миссии в Россию. Играл активную роль в присоединении Картли-Кахетии к России. Был первым из уполномоченных царя Картли-Кахетии Георгия XII, подписавших в 1800 году в Санкт-Петербурге договор о присоединении Грузии к России.
После упразднения грузинского посольства, наравне с членами знатных грузинских фамилий, высланными из Грузии, жил в Петербурге. Авалишвили (Авалов), получив чин статского советника, работал переводчиком в Коллегии иностранных дел Российской империи.
В 1819—1820 годах Авалишвили (Авалов) побывал в Малой Азии, Египте, Палестине. Оставил в рукописи посвящённые этому путешествию «Записки» с описанием социально-политических, экономических и бытовых условий жизни населения стран, с которыми ему удалось познакомиться, иллюстрированные большей частью собственными рисунками с изображениями достопримечательностей и с географической картой маршрута. В Каире Авалишвили за 1200 золотых приобрел саркофаг и с большими трудностями вывез в Петербург заключённую в нём мумию, захороненную четыре тысячи лет назад, что отмечает в своем «Калмасоба» и Ионн Батонишвили. Посещая древние грузинские монастыри в Палестине, Авалишвили нашёл там только единственного грузина—диакона, служителя храма Воскресения.
Из знаменитого Крестного монастыря, что близ Иерусалима, привез 12 уникальных рукописей (9 грузинских, сирийскую, эфиопскую и армянскую) и 4 старопечатные книги, вызвавшие большой интерес учёных-ориенталистов. 7 из рукописей, как пишет профессор А. Цагарели, были приобретены Императорской академией наук.
Отчёт, поданный Авалишвили графу Нессельроде по возвращении в Петербург, в котором говорится о «вверенных бумагах и словесных поручениях», даёт право предполагать о выполнении им дипломатических поручений неофициального характера. Некоторые исследователи допускают возможность того, что Авалишвили использовал своё путешествие, в частности пребывание в Стамбул
Проживая в Петербурге, а затем с 1822 года в Москве, он вёл интенсивную литературную деятельность, занимался переводами, желая посредством своих трудов познакомить родной народ с русской и европейской культурой.
Авалишвили считается пионером грузинской комедии и инициатором создания грузинского театра. Им переведены комедии А. П. Сумарокова «Рогоносец», «Мать-совместница дочери», «Вздорница», написана пьеса «Царь Теймураз» (сохранился только пролог автора) и др.
Участвовал в создании в 1791 году первого национального грузинского театра при дворе Ираклия II в Тифлисе. Его пьесы ставили в начале 1790-х годов при дворе царя Ираклия II.
Авалишвили перевёл на грузинский язык более тридцати различных по жанру сочинений русских и зарубежных писателей — Державина, Ломоносова, Хераскова, Вольтера, Флориана, Эразма Роттердамского, Мильтона и др. (иностранных авторов он переводил с русского), написал ряд оригинальных стихотворений.
Самое главное и объёмистое из его сочинений это «Путешествие», в 1968 году «Путешествие» издано на грузинском языке. Путевые записки Авалишвили, знакомящие с социально-политической и экономической историей и бытом Грузии, Турции и Египта, и поныне представляют определенный интерес. Значительная часть его работ утеряна.